# Référendum liechtensteinois de 2015
 (août 2025).
Un référendum sur une réforme de l'assurance santé a lieu au Liechtenstein le 13 décembre 2015. Organisée contre un projet de loi gouvernemental, le référendum voit la réforme approuvée par un peu plus de 53 % des votants.

## Contexte
Le Landtag vote le 1er octobre 2015 par 19 voix contre 6 une réforme de la loi sur l'assurance santé, afin d'abaisser le coût de ses remboursements. Les principaux effets de la réforme portent sur une augmentation de la participation monétaire des assurés, davantage de sanctions contre les pourvoyeurs de soin pris en tort, et un alignement sur le tarif uniforme, dit TARMED, en cours chez le voisin suisse.
Un groupe de citoyen, « Pour le Liechtenstein 21 », juge la réforme anti sociale et s'organise en comité de rassemblement de signatures. Du 7 octobre au 5 novembre, 2 648 signatures sont ainsi recueillies, dont 2 636 valides.
Il s'agit par conséquent d'un référendum facultatif d'origine populaire : dans le cadre de l'article 66 de la constitution, le projet de loi voté par le Landtag fait l'objet d'une demande de mise à la votation par un minimum de 1 000 inscrits.

## Résultat
| Choix                     | Votes  | %     |
| ------------------------- | ------ | ----- |
| Pour                      | 6 764  | 53,22 |
| Contre                    | 5 946  | 46,78 |
|                           |        |       |
| Votes valides             | 12 710 | 99,05 |
| Votes blancs et invalides | 122    | 0,95  |
| Total                     | 18 232 | 100   |
| Abstentions               | 6 817  | 34,69 |
| Inscrits / Participation  | 19 649 | 65,31 |